# El Guettana
El Guettana (o Guittena) è un comune dell'Algeria, situato nella provincia di Mascara.